# Rajczyn (przystanek kolejowy)
Rajczyn – zlikwidowany przystanek kolejowy w Gryżycach na linii kolejowej Krzelów – Leszno Dworzec Mały, w powiecie wołowskim, w województwie dolnośląskim, w Polsce.